# Miles M.4 Merlin
Le Miles M.4 Merlin était un monoplan léger britannique à cinq places, conçu pendant les années 1930 par la société Miles Aircraft Limited (en).

## Conception et développement
Le Merlin fut conçu par Frederick George Miles (en), de Philips and Powis Aircraft (en) — le premier nom de la future société Miles —, comme résultat de la collaboration avec G. Birkett, de Birkett Air Service, Ltd. et Tata Sons, Ltd., en Inde. Il était basé sur les versions à trois et quatre sièges du M.3 Falcon, mais doté d'un fuselage plus large et d'une envergure augmentée en conséquence. L'avion était un monoplan à aile basse, doté d'un train d'atterrissage classique fixe doté d'une roulette de queue et dont les jambes principales étaient recouvertes de carénages enveloppants, désignés parfois sous le nom de « pantalons ». La construction était faite essentiellement en bois, avec des cadres en épicéa et un revêtement en contreplaqué de bouleau à trois épaisseurs, et les ailes étaient dotés de volets fendus actionnés hydrauliquement.
L'avion était propulsé par un moteur à pistons de Havilland Gipsy Six (en) de 200 ch (147 kW). Il fut initialement désigné M.4 Merlin, mais les quatre exemplaires produits furent vendus sous la désignation de M.4A Merlin, équipés d'une hélice à pas fixe à la place de l'hélice à pas variable initialement prévue,,.

## Histoire opérationnelle

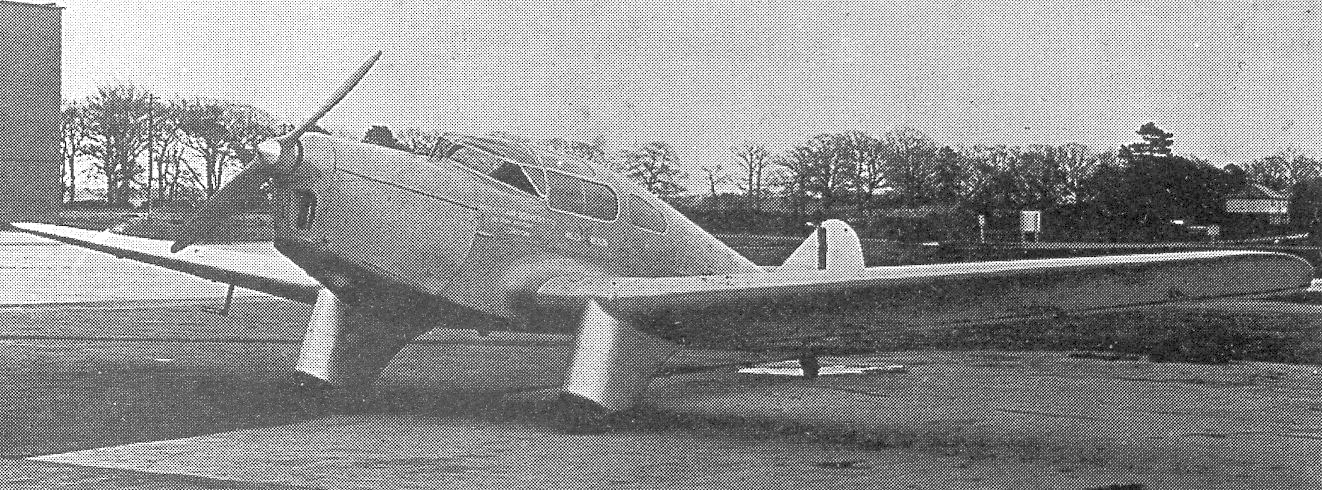
Le prototype, initialement immatriculé U-8 (plus tard G-ADFE).

Le 11 mai 1935, le prototype, immatriculé U-8 — plus tard G-ADFE —, construit par Philips and Powis Aircraft, effectua son premier vol depuis l'aérodrome de Woodley, piloté par F. G Miles. Quelques semaines plus tard, le Merlin fut livré à Birkett Air Service, pour son entreprise de vols charter et de taxi aérien basé sur l'aérodrome de Heston (en). Deux autres exemplaires furent produits et livrés à Tata Sons, Ltd. pour son service au sein de la compagnie Tata Air Lines sur la ligne reliant Karachi à Madras. Le quatrième et dernier exemplaire produit fut livré à E. Chasseling, de Victorian and Interstate Airways, en Australie, pour son service entre Melbourne et Hay. En 1940, le Merlin australien fut réquisitionné et engagé au service au sein de la Royal Australian Air Force,.

## Utilisateurs
- Australie :
  - Victoria and Interstate Airways ;
  - Royal Australian Air Force.
- Raj britannique :
  - Tata Air Lines.
- Royaume-Uni :
  - Birkett Air Service.

## Spécifications techniques (M.4A)
Données de British Civil Aircraft 1919–1972, vol. III,The book of Miles aircraft.
Caractéristiques générales
- Équipage : 1 pilote
- Capacité : 4 passagers
- Longueur : 7,87 m
- Envergure : 11,27 m
- Hauteur : 2,92 m
- Surface alaire : 18,21 m2
- Masse à vide : 770 kg
- Masse typique : 1 360 kg
- Moteur : 1   moteur à 6 cylindres en ligne inversés refroidis par air de Havilland Gipsy Six (en) de 200 ch (147 kW)
- Hélices : bipale en bois à pas fixe

 Performances 
- Vitesse maximale : 250 km/h
- Vitesse de croisière : 245 km/h
- Distance franchissable : 1 130 km
- Plafond : 5 490 m
- Vitesse ascensionnelle : 276 m/min
- Charge alaire : 42,28 kg/m2
- Rapport poids-puissance : 3,85 kg/ch